# 布兰德-拉本
布兰德-拉本是奥地利下奥地利州圣帕尔滕兰县的一个市镇。总面积34.61平方公里，总人口1146人，人口密度33.1人/平方公里（2005年）。